# Parada Juan XXIII
Juan XXIII es una estación ferroviaria ubicada en el partido de Lomas de Zamora, Provincia de Buenos Aires, Argentina.

## Servicios
Forma parte de la Línea General Roca, siendo un centro de transferencia intermedio del servicio diésel metropolitano que se presta entre las estaciones Haedo y Temperley.
Los servicios son prestados por la empresa Trenes Argentinos Operaciones.

## Ubicación e Infraestructura
Se encuentra bajo el puente de la Avenida homónima y cercana al campus de la Universidad Nacional de Lomas de Zamora. Al igual que la mayoría de estaciones del ramal, sus instalaciones son básicas y precarias.
Fue reinaugurada en 2006 por el concesionario Metropolitano con la instalación de boletería y baños, sin embargo, posteriormente a la rescisión de contrato de concesión ambas infraestructuras fueron demolidas.